# Euclid

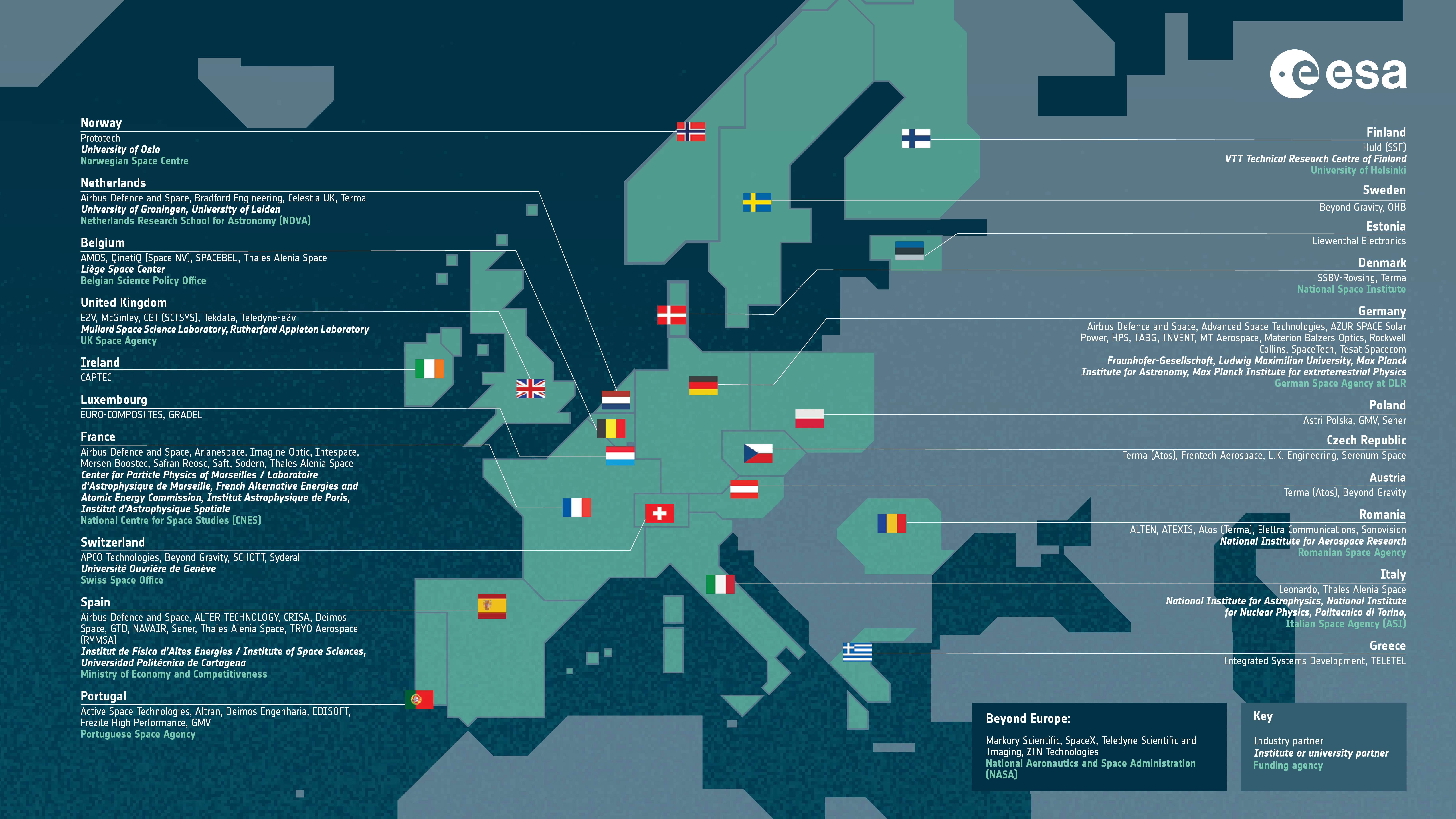
Космический телескоп Евклид был разработан и создан при участии многих государств-членов ЕКА. На этой карте показаны отраслевые партнёры, научные институты и университеты, внёсшие свой вклад, а также финансирующие агентства.

«Евклид» (лат. Euclid) — космическая обсерватория, разработанная и запущенная на околоземную орбиту Европейским космическим агентством (ЕКА).

## Описание
Цель миссии заключается в лучшем понимании геометрии тёмной материи и тёмной энергии посредством очень точного измерения ускорения расширения Вселенной. Для этого аппарат будет измерять красные смещения галактик (до z = 2), находящихся на разном расстоянии от Земли, и исследовать связь красного смещения и расстояния.
Космический аппарат назван в честь древнегреческого математика Евклида. «Евклид» является частью научной программы ЕКА Cosmic Vision.
Обсерватория состоит из 1,2-метрового телескопа Корша, камеры VIS (англ. VISible imager), спектрометра и фотометра NISP (англ. Near Infrared Spectrometer and Photometer), ведущих наблюдения в оптическом и ближнем инфракрасном диапазонах.
Запуск первоначально планировалось осуществить с помощью ракеты-носителя (РН) «Союз-СТ-Б» c космодрома Куру́, а в качестве резервного средства доставки рассматривалась «Ариан-6». В 2022 году в связи с вторжением России на Украину и последовавшим обменом санкциями запуски «Союзов» из Куру стали невозможны. Рассматривалась возможность осуществить запуск на «Ариан-6», но в октябре ЕКА приняло решение использовать ракету-носитель Falcon 9.
Аппарат успешно запущен со стартовой площадки SLC-40 космодрома Канаверал 1 июля 2023 года. Перелёт до рабочей орбиты вокруг точки Лагранжа L2 займёт 4 недели. Научная программа начнёт выполняться спустя 3 месяца после запуска.
31 июля 2023 года аппарат «Евклид» завершил перелёт до рабочей гало-орбиты вокруг точки Лагранжа L2. За это время обсерватория откалибровала датчик точного наведения, включила приборы VIS и NISP и скорректировала положение вторичного зеркала. Процесс подготовки к наблюдениям занял два месяца.
7 ноября 2023 года ЕКА представило первые полноцветные изображения космоса, сделанные Евклидом. Телескоп получил невероятно чёткие астрономические изображения большого участка неба, заглядывающие глубоко в далёкую Вселенную. Первые пять изображений иллюстрируют весь потенциал Евклида в создании самой обширной трёхмерной карты Вселенной.
| Дата планирования | Планируемая дата запуска |
| ----------------- | ------------------------ |
| 01.2020           | середина 2022            |
| 09.2021           | конец 2022               |
| 04.2022           | 2023                     |

## Галерея

Изображения
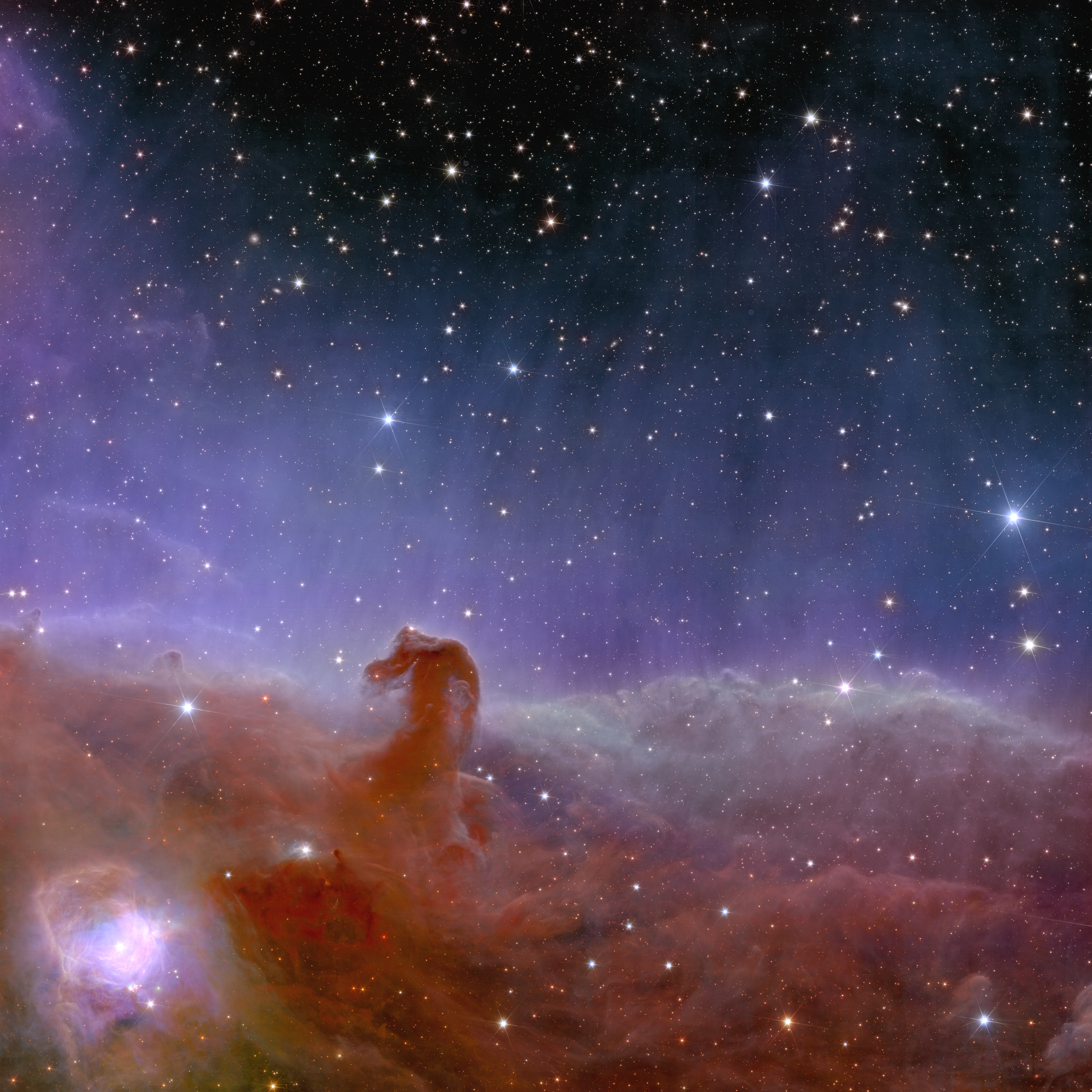
Изображение туманности Конская Голова, снятое «Евклидом»
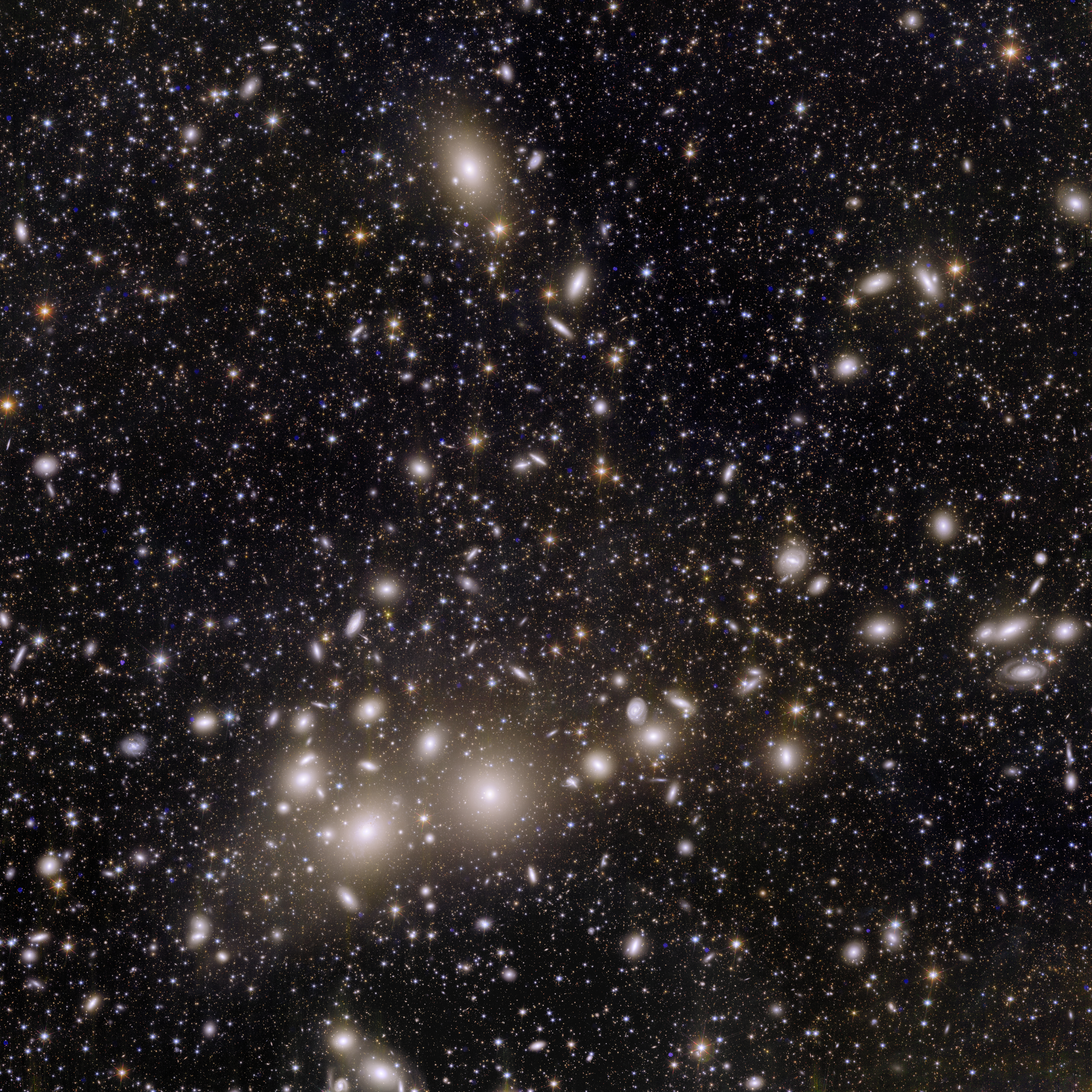
Изображение скопления галактик Персея, снятое «Евклидом»
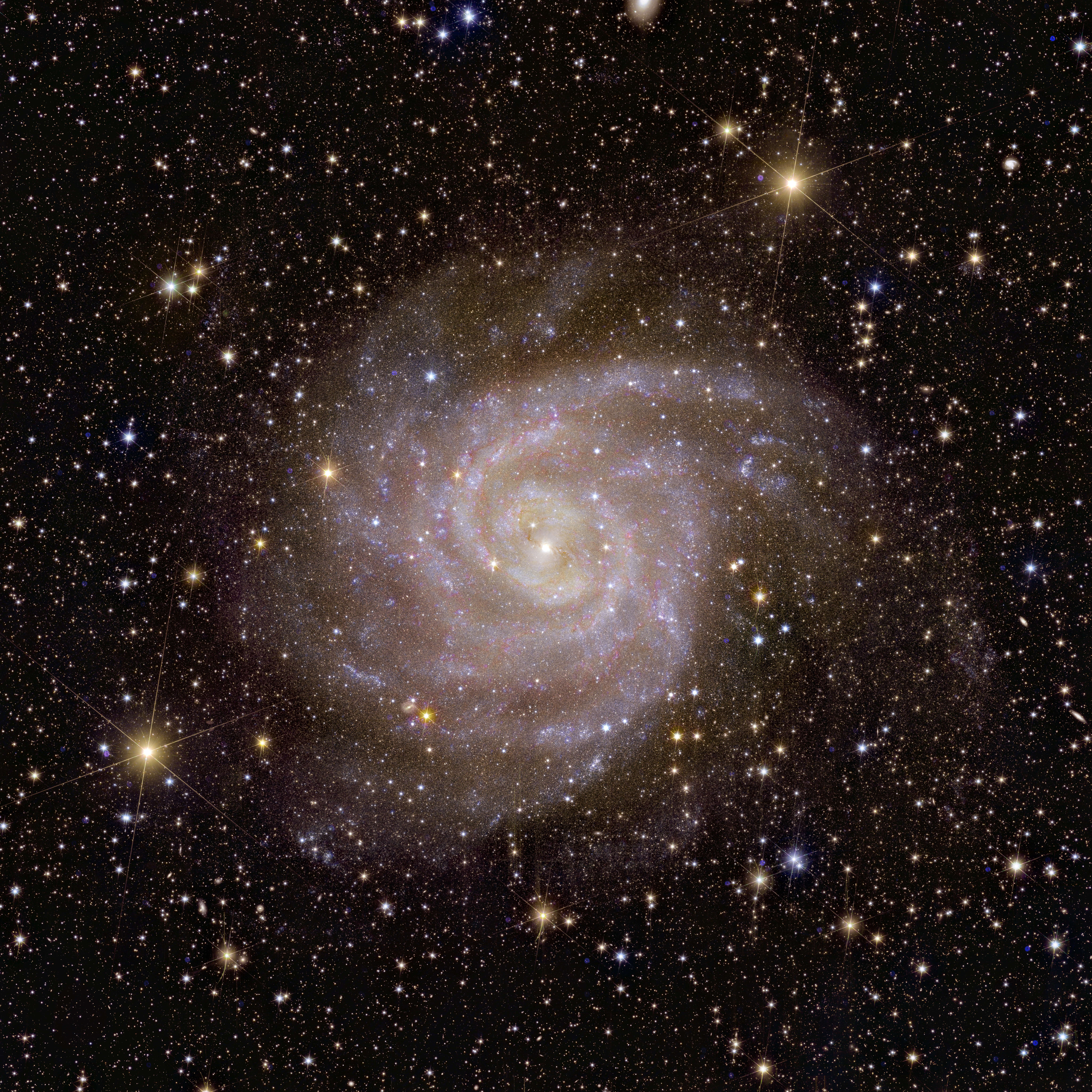
Изображение спиральной галактики IC 342, снятое «Евклидом»
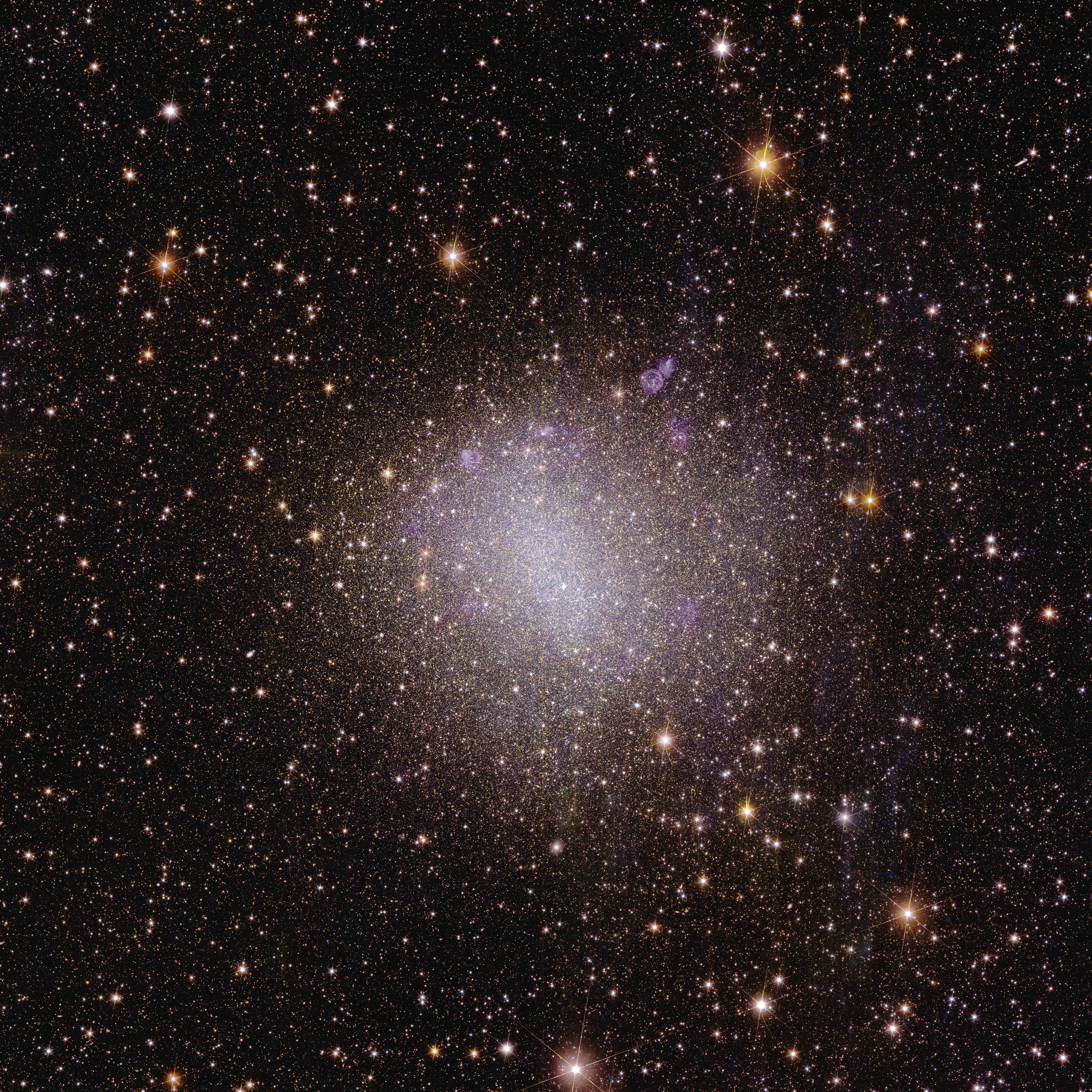
Изображение галактики Барнарда, снятое «Евклидом»
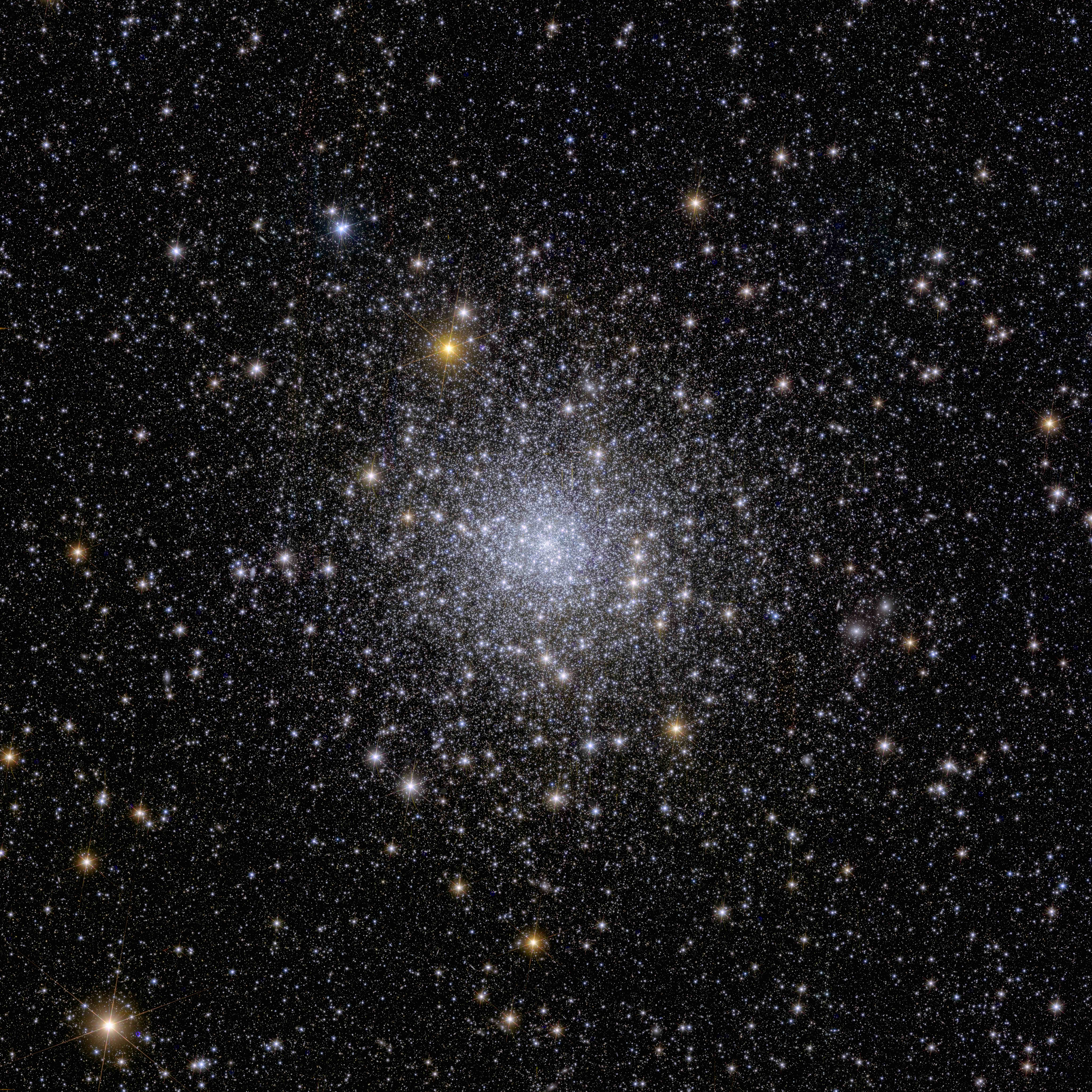
Изображение шарового скопления NGC 6397, снятое «Евклидом»